# Halterofilismo nos Jogos Olímpicos de Verão de 2004 - Até 62 kg masculino
A competição da categoria até 62 kg masculino do halterofilismo nos Jogos Olímpicos de Verão de 2004 realizou-se no dia 16 de agosto em Atenas. Um total de 20 atletas competiram.

## Medalhistas
| Ouro   | CHN Shi Zhiyong       |
| Prata  | CHN Le Maosheng       |
| Bronze | VEN Israel José Rubio |

## Resultados
| Pos. | Nome                       | Arranco (kg) | Arremesso (kg) | Total (kg)   |
| ---- | -------------------------- | ------------ | -------------- | ------------ |
| 1    | CHN Shi Zhiyong            | 152,5 (RO)   | 172,5          | 325,0        |
| 2    | CHN Le Maosheng            | 140,0        | 172,5          | 312,5        |
| 3    | VEN Israel José Rubio      | 132,5        | 162,5          | 295,0        |
| 4    | ARM Armen Ghazarian        | 135,0        | 160,0          | 295,0        |
| 5    | INA Gustar Junianto        | 132,5        | 160,0          | 292,5        |
| 6    | FRA Samson N'Dicka-Matam   | 127,5        | 160,0          | 287,5        |
| 7    | TKM Umurbek Bazarbayev     | 130,0        | 157,5          | 287,5        |
| 8    | INA Sunarto Sunarto        | 125,0        | 160,0          | 285,0        |
| 9    | TPE Yang Sheng Hsiung      | 120,0        | 160,0          | 280,0        |
| 10   | FSM Manuel Minginfel       | 120,0        | 152,5          | 272,5        |
| 11   | JPN Toshio Imamura         | 120,0        | 150,0          | 270,0        |
| 12   | AZE Asif Malikov           | 115,0        | 150,0          | 265,0        |
| 13   | ALB Gert Trasha            | 115,0        | 140,0          | 255,0        |
| 14   | ROU Ioan Florin Veliciu    | 110,0        | 135,0          | 245,0        |
| 15   | MAR Yacine Zouaki          | 95,0         | 130,0          | 225,0        |
| —    | PRK Im Yong Su             | 140,0        | —              | DNF          |
| —    | BUL Sevdalin Mintchev      | 137,5        | —              | DNF          |
| —    | GBR Kamran Panjavi         | —            | —              | DNF          |
| —    | COL Diego Fernando Salazar | —            | —              | DNF          |
| —    | GRE Leonidas Sampanis      | DSQ (doping) | DSQ (doping)   | DSQ (doping) |